# Field Combat
Field Combat (フィールドコンバット Firudo Konbatto?) es un videojuego arcade de 1985 en el que el jugador lucha como un único oficial al mando en un campo de batalla futurista genérico. La versión Family Computer de Field Combat se lanzó más tarde para el servicio de consola virtual de Wii exclusivamente en Japón el 12 de junio de 2007. Una secuela del juego, Field Combat DX, fue lanzado para teléfonos móviles japoneses en 2004.

## Jugabilidad
El objetivo del juego es llegar hasta el final del campo de batalla utilizando el Génesis; Un buque de guerra que puede disparar misiles. Mientras el jugador controla las fuerzas azules, debe derrotar a las fuerzas rojas sin morir en el proceso, ya sea evitando o disparando helicópteros, soldados de infantería y tanques. Una característica interesante del juego es que es posible pedir refuerzos a un ejército, que el jugador posee, presionando los botones A y B al mismo tiempo. Cuando el jugador se queda sin unidades para ayudarlo en la batalla, puede usar su arma especial para "absorber" a los enemigos y agregarlos a su ejército. También hay un OVNI enemigo como una nave espacial que, cuando está en el campo de batalla, intenta agarrarse y escapar con una unidad amiga del jugador (si hay alguna en el campo de batalla). También se involucrará en una batalla aire-aire con un helicóptero amigo (si hay alguno).
El juego usó Ride of the Valkyries de Richard Wagner como su música de fondo.

## Recepción
En Japón, Game Machine incluyó a Field Combat en su edición del 15 de abril de 1985 como la novena unidad arcade de mesa más exitosa del año.
Computer Gamer revisó el juego de arcade y señaló que la jugabilidad es similar a Front Line de Taito (1982) de varios años antes y afirmó que es "bastante bueno pero muy difícil de dominar".